# Roman Sergejewitsch Arkajew
Roman Sergejewitsch Arkajew (russisch Роман Сергеевич Аркаев, englische Transkription: Roman Arkaev, * 25. November 1973 in Simferopol) ist ein ehemaliger russischer Beachvolleyballspieler.

## Karriere
Arkajew hatte seinen ersten internationalen Auftritt 2001 beim Challenger-Turnier in Kiew. 2002 spielte er mit Pawel Karpuchin, bevor er 2003 ein neues Duo mit Dmitri Nikolajewitsch Barsuk bildete. Bei der Europameisterschaft in Alanya unterlagen die Russen erst im Halbfinale dem deutschen Duo Dieckmann/Reckermann; das Spiel um den dritten Platz verloren sie ebenfalls in drei Sätzen gegen die Schweizer Egger/Heyer. In der ersten Hauptrunde der Weltmeisterschaft in Rio de Janeiro scheiterten sie als Gruppendritte an den Schweizer Laciga-Brüdern. 2004 waren ihnen im Achtelfinale der EM in Timmendorfer Strand wieder Dieckmann/Reckermann überlegen.
2005 mussten sie sich bei der WM in Berlin nach der Hauptrunden-Niederlage gegen die Deutschen Polte/Schoen den späteren Weltmeistern Márcio Araújo und Fábio Luiz geschlagen geben. Bei der EM in Moskau verloren sie nach dem Sieg im nationalen Duell zuerst gegen Dieckmann/Scheuerpflug und dann gegen die Schweizer Heuscher/Kobel. Nach dem Grand Slam in Klagenfurt trennten sie sich.
2007 trat Arkajew bei der WM in Gstaad mit Alexander Kusmitschew an und schied als Gruppenzweiter in der ersten Hauptrunde gegen die Österreicher Horst/Gosch aus. Beim Moskauer Grand Slam 2008 und einigen weiteren Turnieren 2009 spielte er noch mit Alexander Licholetow.